# Hermann Franck (Politiker)
Hermann Franck (* 26. Dezember 1908 in Hamburg; † 20. Oktober 1992) war ein deutscher Politiker der SPD.

## Leben und Beruf
Nach dem Besuch der Volksschule und einer kaufmännischen Fortbildungsschule absolvierte Franck von 1923 bis 1926 eine Lehre in einer Hamburger Seehafenspedition. Anschließend war er bis 1940 dort Expedient und zum Schluss Abteilungsleiter. Er gehörte nach dem Krieg dem Bezirksvorstand der Arbeiterwohlfahrt an.

## Partei
Franck trat 1929 der SPD bei. Bis zum Verbot 1933 war er Jugendleiter bei den Falken. Am 30. November 1939 beantragte er die Aufnahme in die NSDAP und wurde zum 1. Februar 1940 aufgenommen (Mitgliedsnummer 7.428.089). Danker und Lehmann-Himmel charakterisieren ihn in ihrer Studie über das Verhalten und die Einstellungen der Schleswig-Holsteinischen Landtagsabgeordneten und Regierungsmitglieder der Nachkriegszeit in der NS-Zeit als „angepasst-ambivalent“.
Nach dem Zweiten Weltkrieg engagierte er sich wieder in er SPD.

## Abgeordneter
Dem Kreistag im Kreis Herzogtum Lauenburg gehörte Franck von 1946 bis 1955 an.
Er war von 1954 bis 1967 Landtagsabgeordneter in Schleswig-Holstein, wo er den Wahlkreis Lauenburg-Süd vertrat. Von 1958 bis 1967 war er stellvertretender Vorsitzender des Ausschusses für Jugendfragen.

## Öffentliche Ämter
Franck war von 1950 bis 1962 Bürgermeister von Mölln und anschließend von Lauenburg/Elbe.